# Canoa/kayak ai Giochi della XXIX Olimpiade - K4 500 metri femminile

## Batterie
Hanno partecipato alle batterie di qualificazione 10 equipaggi, suddivisi in 2 batterie di qualificazione: i primi 3 di ogni batteria si sono qualificati direttamente per la finale, gli altri sono passati alla gara di semifinale.
- Lunedì 18 agosto 2008

| Pos | Atleta                                                                   | Paese     | Tempo    | Note |
| --- | ------------------------------------------------------------------------ | --------- | -------- | ---- |
| 1   | Fanny Fischer, Nicole Reinhardt, Katrin Wagner-Augustin e Conny Wassmuth | Germania  | 1:33.912 | QF   |
| 2   | Xu Yaping, Zhong Hongyan, Yu Lamei e Liang Peixing                       | Cina      | 1:36.971 | QF   |
| 3   | Michele Eray, Carol Joyce, Nicola Mocke e Jennifer Hodson                | Sudafrica | 1:37.399 | QF   |
| 4   | Stefania Cicali, Alessandra Galiotto, Fabiana Sgroi e Alice Fagioli      | Italia    | 1:37.436 | QS   |
| 5   | Shinobu Kitamoto, Ayaka Kuno, Mikiko Takeya e Yumiko Suzuki              | Giappone  | 1:38.618 | QS   |

| Pos | Atleta                                                                          | Paese     | Tempo    | Note |
| --- | ------------------------------------------------------------------------------- | --------- | -------- | ---- |
| 1   | Katalin Kovács, Gabriella Szabó, Danuta Kozák e Nataša Janić                    | Ungheria  | 1:34.321 | QF   |
| 2   | Beata Mikołajczyk, Aneta Konieczna, Edyta Dzieniszewska e Dorota Kuczkowska     | Polonia   | 1:36.497 | QF   |
| 3   | Lisa Oldenhof, Hannah Davis, Chantal Meek e Lyndsie Fogarty                     | Australia | 1:36.516 | QF   |
| 4   | Beatriz Manchón, Jana Smidakova, Sonia Molanes e Teresa Portela                 | Spagna    | 1:37.914 | QS   |
| 5   | Émilie Fournel, Karen Furneaux, Genevieve Beauchesne-Sevigny e Kristin Gauthier | Canada    | 1:39.366 | QS   |

## Semifinale
I primi tre equipaggi si sono qualificati per la finale.
- Mercoledì 20 agosto 2008

| Pos | Atleta                                                                          | Paese    | Tempo    | Note |
| --- | ------------------------------------------------------------------------------- | -------- | -------- | ---- |
| 1   | Beatriz Manchón, Jana Smidakova, Sonia Molanes e Teresa Portela                 | Spagna   | 1:37.172 | QF   |
| 2   | Shinobu Kitamoto, Ayaka Kuno, Mikiko Takeya e Yumiko Suzuki                     | Giappone | 1:37.449 | QF   |
| 3   | Stefania Cicali, Alessandra Galiotto, Fabiana Sgroi e Alice Fagioli             | Italia   | 1:37.887 | QF   |
| 4   | Émilie Fournel, Karen Furneaux, Genevieve Beauchesne-Sevigny e Kristin Gauthier | Canada   | 1:38.224 |      |

## Finale
- Venerdì 22 agosto 2008

| Pos | Atleta                                                                      | Paese     | Tempo    |
| --- | --------------------------------------------------------------------------- | --------- | -------- |
|     | Fanny Fischer, Nicole Reinhardt, Katrin Wagner-Augustin e Conny Wassmuth    | Germania  | 1:32.231 |
|     | Katalin Kovács, Gabriella Szabó, Danuta Kozák e Nataša Janić                | Ungheria  | 1:32.971 |
|     | Lisa Oldenhof, Hannah Davis, Chantal Meek e Lyndsie Fogarty                 | Australia | 1:34.704 |
| 4   | Beata Mikołajczyk, Aneta Konieczna, Edyta Dzieniszewska e Dorota Kuczkowska | Polonia   | 1:34.752 |
| 5   | Beatriz Manchón, Jana Smidakova, Sonia Molanes e Teresa Portela             | Spagna    | 1:35.366 |
| 6   | Shinobu Kitamoto, Ayaka Kuno, Mikiko Takeya e Yumiko Suzuki                 | Giappone  | 1:36.465 |
| 7   | Michele Eray, Carol Joyce, Nicola Mocke e Jennifer Hodson                   | Sudafrica | 1:36.724 |
| 8   | Stefania Cicali, Alessandra Galiotto, Fabiana Sgroi e Alice Fagioli         | Italia    | 1:36.770 |
| 9   | Xu Yaping, Zhong Hongyan, Yu Lamei e Liang Peixing                          | Cina      | 1:37.418 |

<